# Snookersäsongen 2006/2007
Snookersäsongen 2006/2007 behandlar säsongen för de professionella spelarna i snooker.

## Nyheter
Säsongen 2005/06 hade den nya turneringen Northern Ireland Trophy startat, doch endast som inbjudningsturnering. Till denna säsong fick den rankingstatus, vilket innebar att antalet rankingturneringar nu var uppe i sju, efter förra säsongens bottennotering på sex.
Tävlingen Grand Prix hade flyttats till Skottland och Aberdeen, eftersom Skottland sedan förra säsongen stod helt utan en storturnering. Ett helt nytt format för Grand Prix infördes också, tävlingen inleddes med gruppspel istället för att spelas som en vanlig utslagsturnering. Formatet blev dock inte speciellt populärt bland spelarna, och övergavs efter två säsonger.

## Tävlingskalendern
| Inbjudningsturneringar |
| Rankingturneringar     |

| År   | Datum             | Turnering               | Plats               | Vinnare           | Finalist          | Resultat |
| ---- | ----------------- | ----------------------- | ------------------- | ----------------- | ----------------- | -------- |
| 2006 | 13-20 augusti     | Northern Ireland Trophy | Belfast, Nordirland | Ding Junhui       | Ronnie O'Sullivan | 9-6      |
| 2006 | 2 september       | Pot Black Cup           | London, England     | Mark Williams     | John Higgins      | 1-0      |
| 2006 | 21-29 oktober     | Grand Prix              | Aberdeen, Skottland | Neil Robertson    | Jamie Cope        | 9-5      |
| 2006 | 2-3 december      | Premier League Slutspel | Manchester, England | Ronnie O'Sullivan | Jimmy White       | 7-0      |
| 2006 | 4-17 december     | UK Championship         | York, England       | Peter Ebdon       | Stephen Hendry    | 10-6     |
| 2007 | 15-22 januari     | Masters                 | London, England     | Ronnie O'Sullivan | Ding Junhui       | 10-3     |
| 2007 | 29 jan - 4 feb    | Malta Cup               | Portomaso, Malta    | Shaun Murphy      | Ryan Day          | 9-4      |
| 2007 | 12-18 februari    | Welsh Open              | Newport, Wales      | Neil Robertson    | Andrew Higginson  | 9-8      |
| 2007 | 25 mars - 1 april | China Open              | Peking, Kina        | Graeme Dott       | Jamie Cope        | 9-5      |
| 2007 | 21 april - 7 maj  | VM i snooker            | Sheffield, England  | John Higgins      | Mark Selby        | 18-13    |